# 赵志宇
赵志宇（1971年1月3日—），资深投资人。

## 生平
赵志宇，1995年毕业于中央戏剧学院戏剧戏文系，曾在英达导演的中国大陆第一部大型室内情景喜剧《我爱我家》（120集）中任编剧 （页面存档备份，存于）。后从事商业投资，现为资深投资人，幼儿教育品牌“字宝宝乐园”投资人。